# Liptovská Štiavnica
Liptovská Štiavnica – wieś i gmina (obec) w powiecie Rużomberk, kraju żylińskim, w północnej Słowacji. Wieś lokowana w roku 1300.